# José Jesús Lugo Granados
José Jesús Lugo Granados (Jusepín, Venezuela, 12 de enero de 1941-Cumaná, Venezuela, 5 de noviembre de 2018) fue un político y profesor venezolano. Casado con Audelis Marín de Lugo con quien engendró dos hijos varones.

## Biografía
Egresó de la Universidad Central de Venezuela como licenciado en estadística. Fue un docente activo en el desarrollo de la Universidad de Oriente, donde ocupó varios cargos de importancia, llegando a ser director de la Escuela de Ciencias Sociales y Director de Bienestar Estudiantil entre otros. En Barcelona, España, realizó estudios de Maestría en Gestión Gerencial en EADA. Se jubiló como profesor Titular en la Universidad de Oriente, aunque siguió ejerciendo la docencia en universidades privadas como la Gran Mariscal de Ayacucho, entre otras. 
A nivel político, fue militante activo de Acción Democrática, ocupó la Secretaria General de Gobierno por más de 5 años consecutivos, (durante el primer mandato de Carlos Andrés Pérez), lo que lo convierte en una de las personas con más tiempo de permanencia en el cargo. Fue gobernador del estado Sucre en el año 1979 y posteriormente durante el gobierno de Jaime Lusinchi, contralor del estado Sucre. A nivel regional ocupó igualmente altos cargos en Acción Democrática. Chuchú, como era llamado por sus amigos, fue un hombre con mucha aceptación en la población y el sector empresarial.
Durante su gestión se realizaron numerosas obras de interés social, educación, deportivo, agrícola, salud y se impulsó la zona comercial e industrial del estado. Dejó una destacada huella en el acontecer de la región. José Jesús Lugo Granados falleció en la ciudad de Cumaná el 5 de noviembre de 2018.